# K-way
Pour les articles homonymes, voir Way.
K-Way est une marque de vêtements imperméables, célèbre pour sa veste coupe-vent en nylon qui se range dans une pochette banane, inventé en 1965 dans le Nord de la France par Léon-Claude Duhamel. Après avoir périclité, la marque est rachetée par des Italiens en 2004, puis relancée comme un produit à la mode, avec une montée en gamme. La marque K-Way est devenue une antonomase, un nom commun.

## Historique

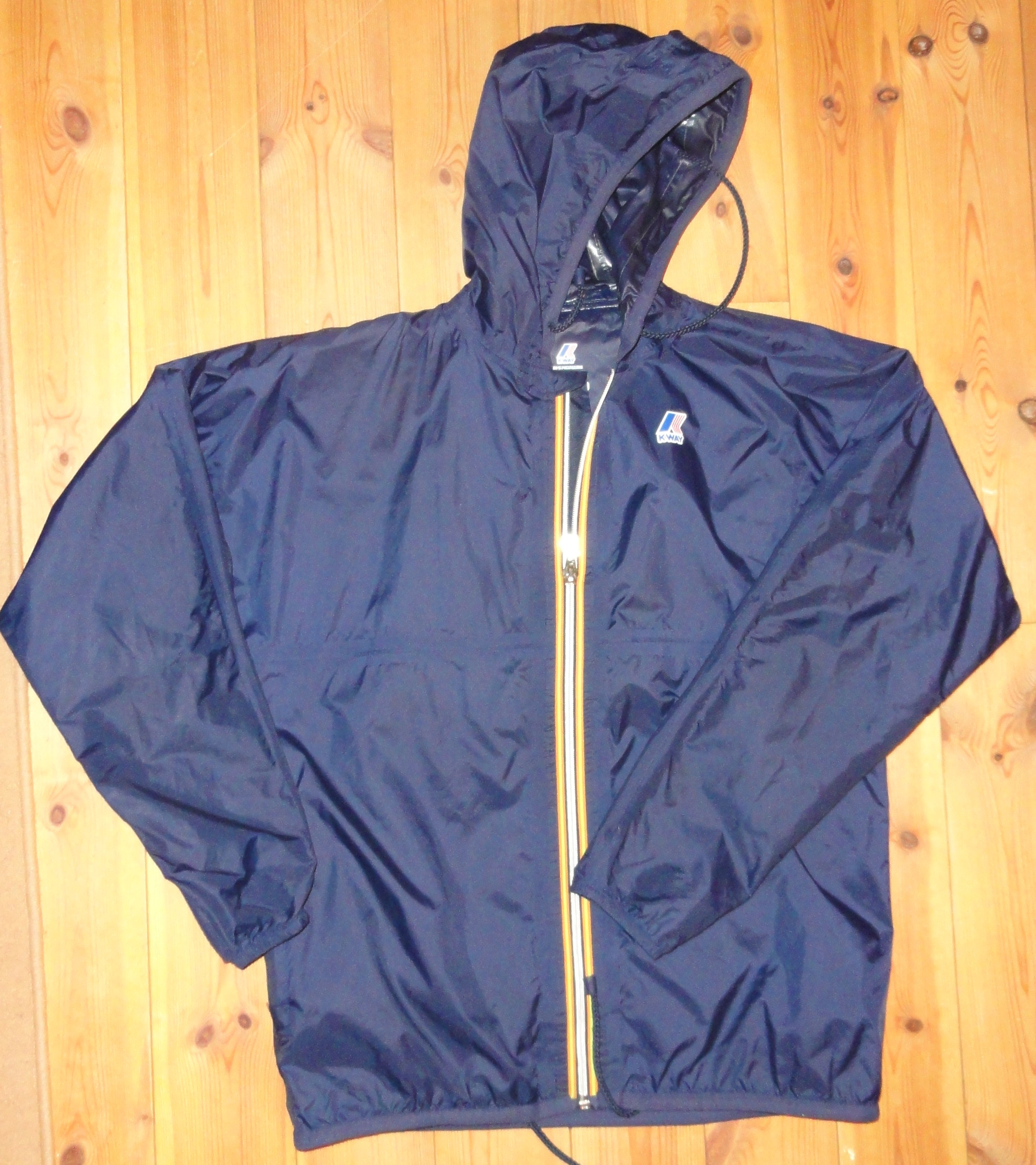
Un K-Way.

Le K-way est créé en 1965 par Léon-Claude Duhamel, fils d'un fabricant de pantalon à Harnes dans le Pas-de-Calais. Un jour de pluie, alors qu'il se trouve au Café de la Paix à Paris, il a l'idée d'une petite protection légère et peu encombrante,. La même année, la société Sofinal, fabricant de tissus en Belgique, propose à son père, Léon Duhamel, un nouveau produit, le nylon enduit. Léon Duhamel propose à son fils Léon-Claude de réfléchir à une idée d'application concrète de ce nouveau produit sur un vêtement. L'idée de Léon-Claude est alors de libérer les enfants de leurs vêtements de pluie, lourds et inconfortables et de pouvoir replier cette sorte de coupe-vent en nylon enduit dans une poche-banane, le tout avec un choix de couleurs vives et un zip coloré. À son lancement, il nomme son coupe-vent en nylon « En-cas » (de pluie) et la pochette est séparée du vêtement. Exception faite des 3 Suisses, peu veulent distribuer le produit.
L'année suivante, Léon-Claude Duhamel renomme après des mois de débats, sous l'impulsion de l'agence Havas, dirigée par Monsieur Castaing, son « en-K » en « K-way » (le terme « way » plus tendance, évoquant l’american way of life), ce qui lui donne une dimension internationale, ; les publicités parlent d'un produit léger et coloré, et sous-entendent une origine américaine. Il s'en vend 250 000 en 1966 ; dans les années suivantes, les ventes augmentent et le produit évolue.
En 1968, à la suite du décès brutal de Léon Duhamel, son fils Léon-Claude, sa fille Jacotte et son gendre Yves Moinet perpétuent l'entreprise et la font prospérer. À partir des années 1970, le K-way est un énorme succès commercial : plus de deux millions d'unités sont vendues chaque année. La marque s'associe avec l'équipe de France de ski alpin et développe une gamme de vêtements de sports d'hiver. L'apogée de la marque se situe à l'aube des années 1980 : Sophie Marceau porte un K-Way dans La Boum.
Dans les années 1980, la marque doit être vendue au groupe Blue Bell, alors propriétaire de Wrangler ; mais l'État français bloque la vente,. En 1985, par suite de divergences de stratégie, Yves et Jacotte Moinet quittent le comité de direction de la société et laissent à Léon-Claude les rênes de l'entreprise. La marque essaye alors de s'implanter de l'autre côté de l'Atlantique mais c'est un fiasco. À partir de 1988, les ventes baissent, la rentabilité n'est plus au rendez-vous, concurrence et copies inondent le marché depuis plusieurs années.

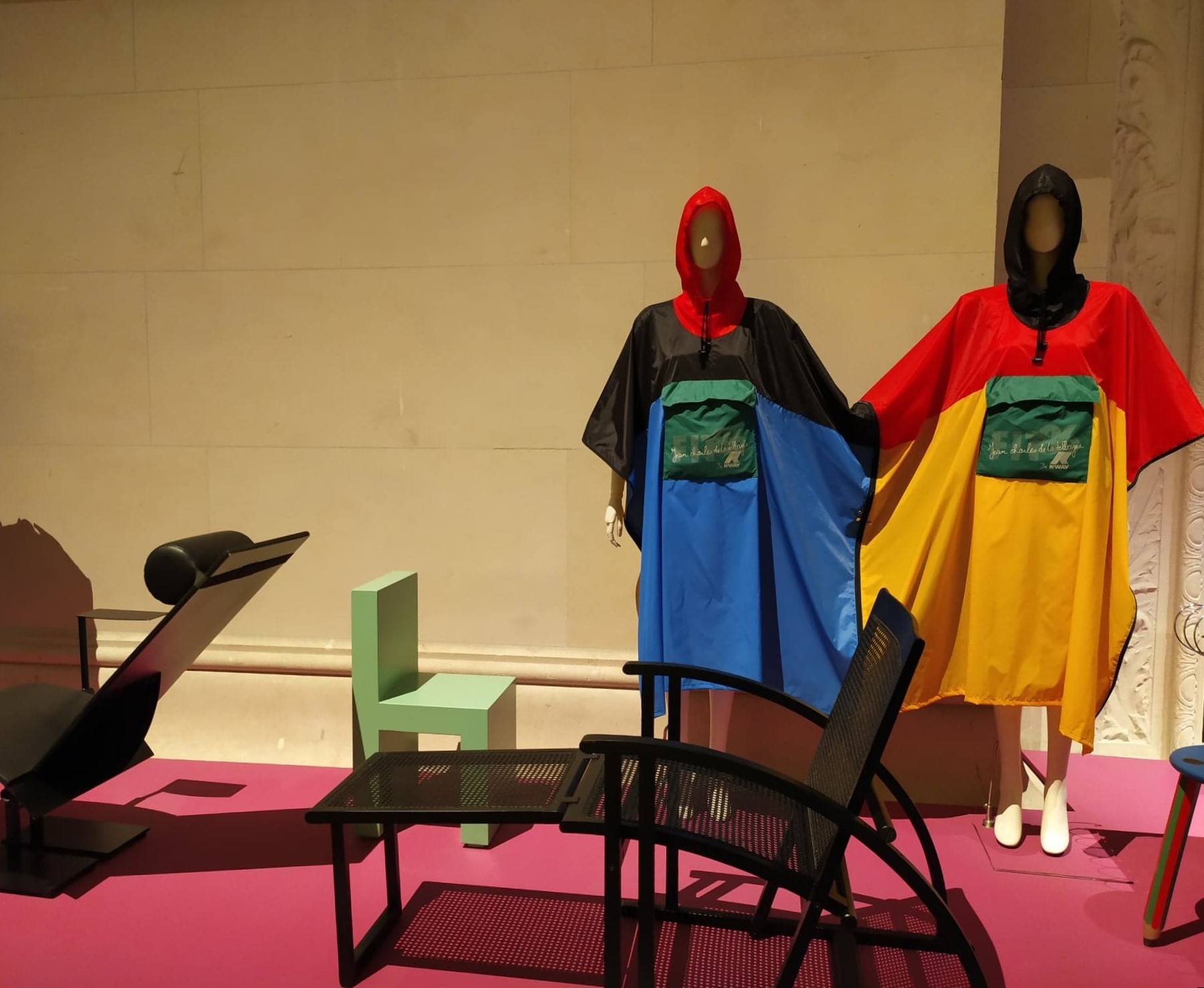
Poncho K-Way / Jean-Charles de Castelbajac : collection printemps-été 1986. Exposé au MAD en octobre 2022.

En 1991, la marque Pirelli rachète la société K-Way, alors proche du dépôt de bilan. En 1992, K-Way est partenaire de l'équipe de France de ski pour les Jeux olympiques à Albertville. Cette années là, un incendie se déclenche dans l'usine du Pas-de-Calais. La fabrication du K-way est définitivement délocalisée au Portugal et dans les pays d'Afrique du Nord. 
Vers 1995, la marque devient un nom générique et chute inexorablement ; ainsi l'entreprise passe d'un chiffre d'affaires de 500 millions de francs en 1992 à 100 millions en 1996, la cause principale étant la concurrence asiatique. Pourtant, depuis sa fondation, ce sont 45 millions d'exemplaires qui ont été vendus. Par la suite afin de réagir à ces produits asiatiques bon marché, l'entreprise essaye de vendre des vêtements plus élaborés mais, du fait de la rude concurrence, les ventes stagnent. En 1996, c'est une banque italienne, la Sopaf, qui prend possession de la marque K-way.
La marque est reprise en 2004 par le groupe BasicNet S.p.A. (it), société italienne basée à Turin et propriétaire aussi des marques Kappa, Robe di Kappa et Superga. La marque a, alors, disparu en France. Les Italiens souhaitent reprendre la main sur la marque qui bénéficie de codes bien établis : c'est le début d'un changement d'orientation pour la marque face à la concurrence « premier prix ». La relance est d'abord effectuée en Italie avant la fin des années 2010 puis quelques années plus tard en France. K-Way monte en gamme, en qualité, se diversifie vers des produits plus « mode », ouvre des points de vente en propre, commercialise des séries limités signées par Philippe Starck ou Marc Jacobs et collabore avec d'autres marques telles Maje, L'Éclaireur,, Fendi, Sézane ou Comme des Garçons. En 2018 la marque signe une collaboration avec Kappa et une autre avec la marque parisienne AMI. Le prix des produits monte en flèche,.
En septembre 2013, la marque fait son retour en France avec l'ouverture de cinq boutiques dont une à Paris. Cette année là, le chiffre d'affaires est d'environ 1,5 million d'euros. Certains produits prennent le devant tels la ceinture élastique aux trois bandes ou la doudoune réversible, parfois des rééditions de modèles anciens, mais toujours avec la fermeture éclair tricolore. En 2014 la marque revient dans le Nord avec l'ouverture d'une enseigne à Lille,.
En mars 2024, la marque collabore avec la maison de mode Agnès b. pour la création de quatre modèles de coupe-vent Claude.

## Culture populaire
Dans le film La Boum sorti en 1980, l’héroïne jouée par Sophie Marceau porte un K-way bleu marine et influence ainsi les adolescents.
En 1993, l'humoriste Dany Boon écrit et interprète Waïka, un sketch à succès sur le K-way dans lequel il a cette réplique : « C'est imperméable mais à l'intérieur tu es tout trempé,. »